# Víctor González Cortés
Víctor Alejandro González Cortés (San Felipe, Chile, 29 de octubre de 1977) es un exfutbolista y actual entrenador chileno, que jugaba de delantero. Jugó en clubes de Chile y Perú.
Actualmente es entrenador asistente de Cobreloa, de la Primera B de Chile.

## Clubes

### Como jugador
| Club                | País  | Año       |
| ------------------- | ----- | --------- |
| Unión San Felipe    | Chile | 1995-2001 |
| Everton             | Chile | 2002      |
| Cobresal            | Chile | 2003      |
| FBC Melgar          | Perú  | 2003      |
| Everton             | Chile | 2004      |
| Deportes Melipilla  | Chile | 2005-2006 |
| San Luis            | Chile | 2007-2008 |
| Curicó Unido        | Chile | 2008      |
| San Marcos de Arica | Chile | 2009      |
| Deportes Iquique    | Chile | 2010      |
| Lota Schwager       | Chile | 2011      |
| Trasandino          | Chile | 2012      |
| Everton             | Chile | 2012      |
| Lota Schwager       | Chile | 2013      |
| Deportes Linares    | Chile | 2013-2014 |

### Como entrenador
| Club          | País  | Año       |
| ------------- | ----- | --------- |
| Lota Schwager | Chile | 2016-2017 |

### Como entrenador asistente
| Club     | País  | Año           |
| -------- | ----- | ------------- |
| Cobreloa | Chile | 2024-presente |

## Palmarés

### Como jugador
| Título     | Club             | País  | Año  |
| ---------- | ---------------- | ----- | ---- |
| Primera B  | Unión San Felipe | Chile | 2000 |
| Primera B  | Curicó Unido     | Chile | 2008 |
| Primera B  | Deportes Iquique | Chile | 2010 |
| Copa Chile | Deportes Iquique | Chile | 2010 |